# Hyphoraia montana
Hyphoraia montana är en fjärilsart som beskrevs av Berg 1934. Hyphoraia montana ingår i släktet Hyphoraia och familjen björnspinnare. Inga underarter finns listade i Catalogue of Life.